# Virelade
Virelade est une commune française, située dans le département de la Gironde en région Nouvelle-Aquitaine en France.

## Géographie

### Localisation
Commune située dans le vignoble des Graves et dans la vallée de la Garonne, la commune se trouve, au sud-est du département et en limite du département des Landes, à 31 km au sud-est de Bordeaux, à 17 km au nord-ouest de Langon, et à 3 km nord-ouest de Podensac.
Elle se trouve dans l'aire d'attraction de Bordeaux, dans l'Unité urbaine de Podensac et dans son bassin de vie, ainsi que dans la zone d'emploi de Langon.

### Communes limitrophes
Les communes limitrophes en sont Paillet au nord-nord-est sur la rive droite (nord) de la Garonne, Rions au nord-est sur les deux rives de la Garonne, Podensac à l'est, Illats au sud-est, Saint-Michel-de-Rieufret au sud-ouest et Arbanats au nord-ouest.
| Arbanats                 |          | Paillet Rions |
|                          | Virelade | Podensac      |
| Saint-Michel-de-Rieufret |          | Illats        |

### Géologie et relief
La superficie de la commune est de 13,41 km2 ; son altitude varie de 4  à   31 mètres.

### Hydrographie
Virelade est drainée par le fleuve Garonne et la Barboue (également appelée Rieufret, Batijean ou ruisseau de Manine), affluent de rive gauche de la Garonne.

### Climat
Pour des articles plus généraux, voir Climat de la Nouvelle-Aquitaine et Climat de la Gironde.
Historiquement, la commune est exposée à un climat océanique aquitain.  
En 2020, Météo-France publie une typologie des climats de la France métropolitaine dans laquelle la commune est exposée à un climat océanique et est dans la région climatique Aquitaine, Gascogne, caractérisée par une pluviométrie abondante au printemps, modérée en automne, un faible ensoleillement au printemps, un été chaud (19,5 °C), des vents faibles, des brouillards fréquents en automne et en hiver et des orages fréquents en été (15 à 20 jours).
Pour la période 1971-2000, la température annuelle moyenne est de 13,2 °C, avec une amplitude thermique annuelle de 14,8 °C. Le cumul annuel moyen de précipitations est de 856 mm, avec 11,8 jours de précipitations en janvier et 6,7 jours en juillet. Pour la période 1991-2020, la température moyenne annuelle observée sur la station météorologique la plus proche, située sur la commune de Cadaujac à 15 km à vol d'oiseau, est de 13,8 °C et le cumul annuel moyen de précipitations est de 918,3 mm,. Pour l'avenir, les paramètres climatiques de la commune estimés pour 2050 selon différents scénarios d’émission de gaz à effet de serre sont consultables sur un site dédié publié par Météo-France en novembre 2022.

## Urbanisme

### Typologie
Au 1er janvier 2024, Virelade est catégorisée petite ville, selon la nouvelle grille communale de densité à sept niveaux définie par l'Insee en 2022.
Elle appartient à l'unité urbaine de Podensac, une agglomération intra-départementale regroupant trois  communes, dont elle est une commune de la banlieue,,. Par ailleurs la commune fait partie de l'aire d'attraction de Bordeaux, dont elle est une commune de la couronne,. Cette aire, qui regroupe 275 communes, est catégorisée dans les aires de 700 000 habitants ou plus (hors Paris),.

### Occupation des sols

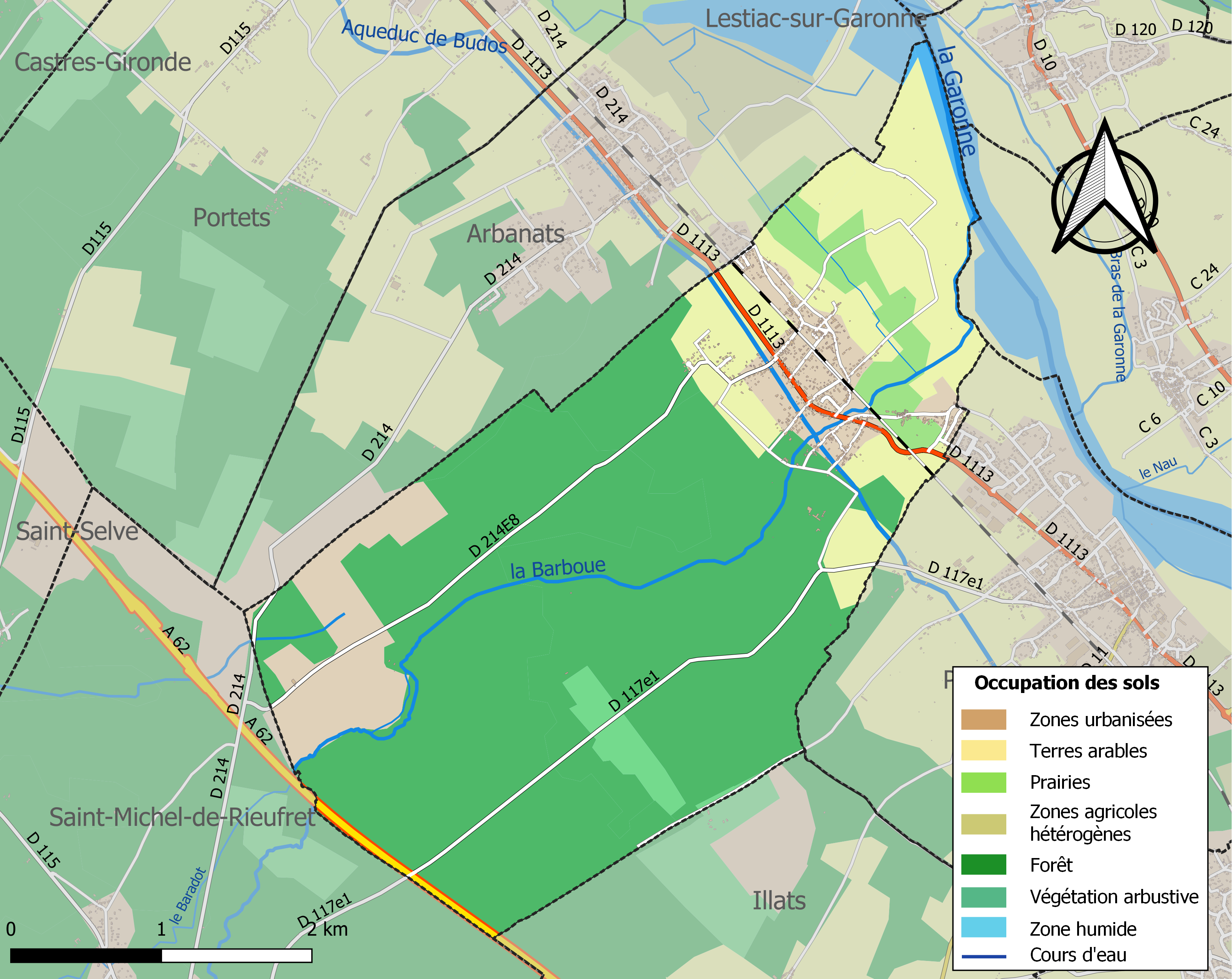
Carte des infrastructures et de l'occupation des sols de la commune en 2018 (CLC).

L'occupation des sols de la commune, telle qu'elle ressort de la base de données européenne d’occupation biophysique des sols Corine Land Cover (CLC), est marquée par l'importance des forêts et milieux semi-naturels (66,5 % en 2018), en diminution par rapport à 1990 (73,6 %). La répartition détaillée en 2018 est la suivante : 
forêts (64,5 %), cultures permanentes (15,9 %), mines, décharges et chantiers (6,7 %), zones urbanisées (5,5 %), prairies (4,1 %), milieux à végétation arbustive et/ou herbacée (2 %), eaux continentales (0,7 %), terres arables (0,5 %). L'évolution de l’occupation des sols de la commune et de ses infrastructures peut être observée sur les différentes représentations cartographiques du territoire : la carte de Cassini (XVIIIe siècle), la carte d'état-major (1820-1866) et les cartes ou photos aériennes de l'IGN pour la période actuelle (1950 à aujourd'hui).

### Habitat et logement
En 2020, le nombre total de logements dans la commune était de 482, alors qu'il était de 445 en 2015 et de 390 en 2010.
Parmi ces logements, 94,6 % étaient des résidences principales, 0,8 % des résidences secondaires et 4,6 % des logements vacants. Ces logements étaient pour 95,8 % d'entre eux des maisons individuelles et pour 3,6 % des appartements.
Le tableau ci-dessous présente la typologie des logements à Virelade en 2020 en comparaison avec celle de la Gironde et de la France entière. Une caractéristique marquante du parc de logements est ainsi la faible proportion des résidences secondaires et logements occasionnels (0,8 %) par rapport au département (8,9 %) et à la France entière (9,7 %).
| Typologie                                               | Virelade | Gironde | France entière |
| ------------------------------------------------------- | -------- | ------- | -------------- |
| Résidences principales (en %)                           | 94,6     | 84,8    | 82,1           |
| Résidences secondaires et logements occasionnels (en %) | 0,8      | 8,9     | 9,7            |
| Logements vacants (en %)                                | 4,6      | 6,3     | 8,2            |

### Voies de communication et transports

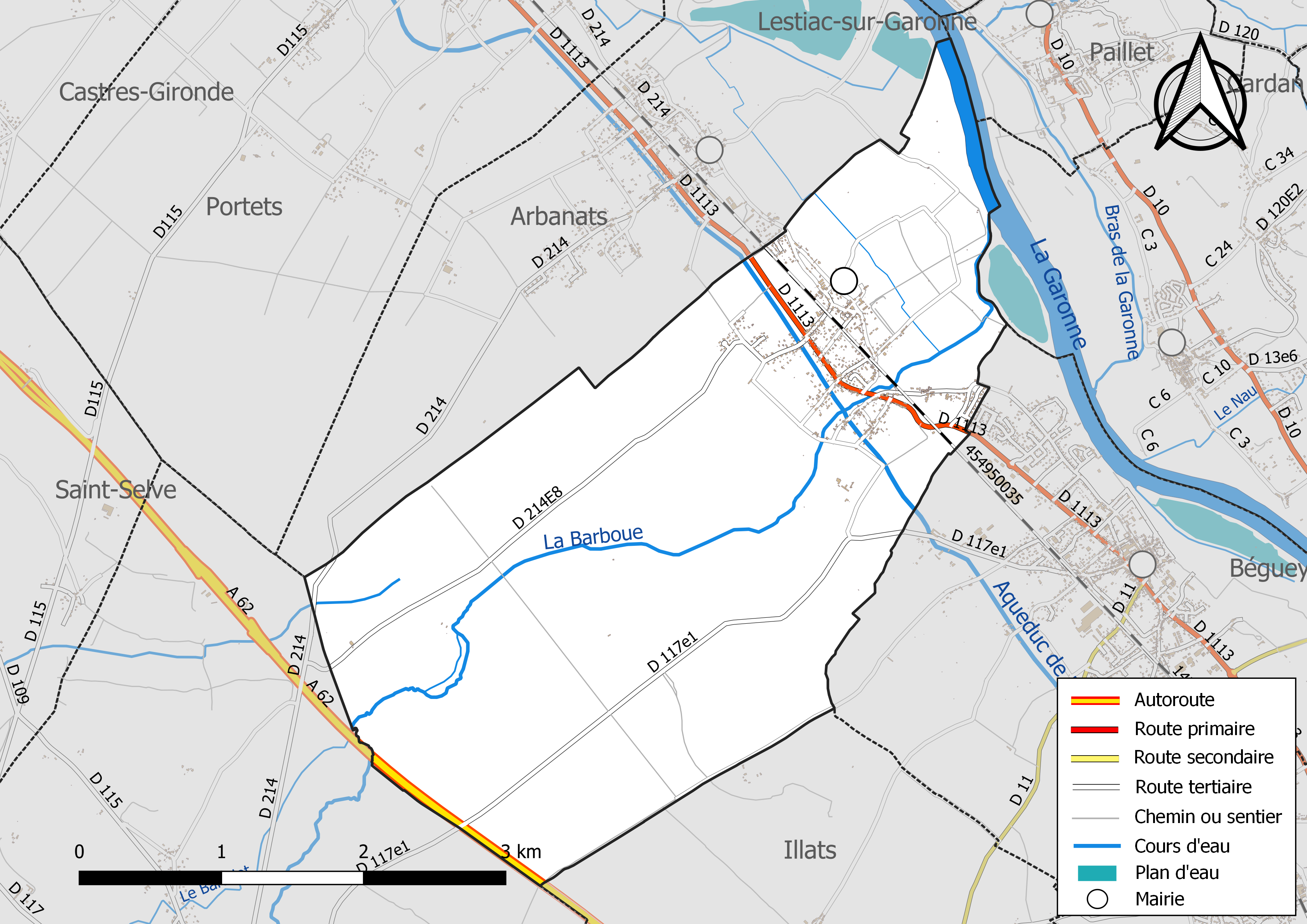
Carte hydrographique et des infrastructures de transport de la commune.

La principale voie de communication routière qui traverse le village est la route départementale RD 1113, ancienne route nationale 113, qui mène vers le nord-ouest à Arbanats et au-delà à Bordeaux et vers le sud-est à Podensac et au-delà à Langon ; la route départementale RD 214e8 qui commence dans le village au droite de la D113 mène vers le sud-ouest vers Saint-Michel-de-Rieufret.
L'accès le plus proche à l'autoroute A62 (Bordeaux-Toulouse) est le no 2 de Podensac distant de 8,5 km par la route vers le sud-est, tandis que le no 1.1 de La Brède se trouve à 10 km par la route vers le nord-ouest.

L'accès no 1 de Bazas à l'autoroute A65 (Langon-Pau) se situe à 34 km vers le sud-est.
Au plan du transport ferroviaire SNCF, Virelade est située entre la gare d'Arbanats distante de 2 km par la route vers le nord-ouest, et celle de Podensac distante de 3 km par la route vers le sud-est, toutes deux sur la ligne Bordeaux-Sète et desservies par des trains du réseau TER Nouvelle-Aquitaine assurant la relation Bordeaux - Langon (ligne 43.2U.

### Risques naturels et technologiques
Le territoire de la commune de Virelade est vulnérable à différents aléas naturels : météorologiques (tempête, orage, neige, grand froid, canicule ou sécheresse), inondations, feux de forêts et séisme (sismicité très faible). Un site publié par le BRGM permet d'évaluer simplement et rapidement les risques d'un bien localisé soit par son adresse soit par le numéro de sa parcelle.
Certaines parties du territoire communal sont susceptibles d’être affectées par le risque d’inondation par débordement de cours d'eau, notamment la Garonne, l'Aqueduc de Budos et la Barboue. La commune a été reconnue en état de catastrophe naturelle au titre des dommages causés par les inondations et coulées de boue survenues en 1982, 1999, 2009 et 2021,.
Virelade est exposée au risque de feu de forêt. Depuis le 20 avril 2016, les départements de la Gironde, des Landes et de Lot-et-Garonne disposent d’un règlement interdépartemental de protection de la forêt contre les incendies. Ce règlement vise à mieux prévenir les incendies de forêt, à faciliter les interventions des services et à limiter les conséquences, que ce soit par le débroussaillement, la limitation de l’apport du feu ou la réglementation des activités en forêt. Il définit en particulier cinq niveaux de vigilance croissants auxquels sont associés différentes mesures,.

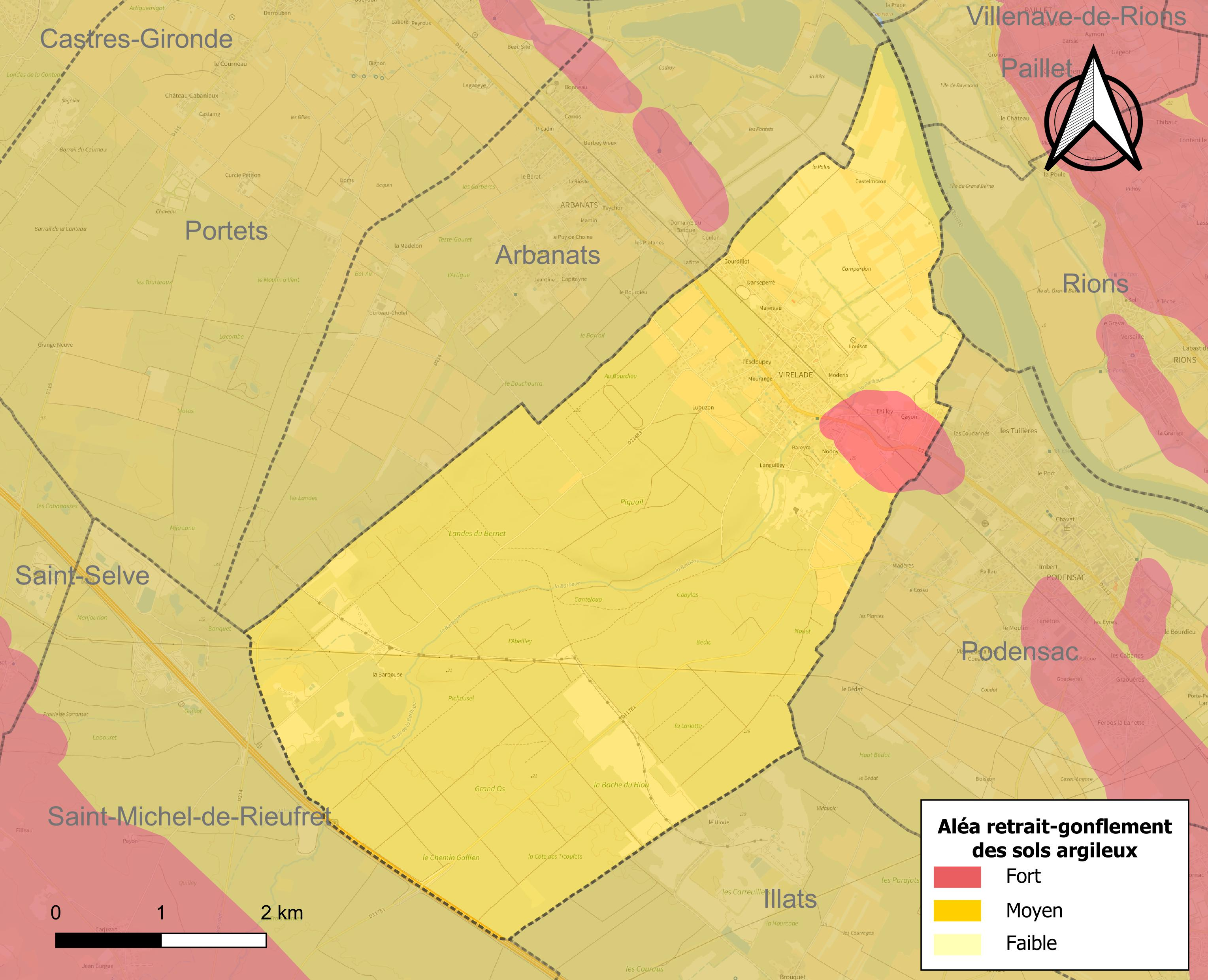
Carte des zones d'aléa retrait-gonflement des sols argileux de Virelade.

Le retrait-gonflement des sols argileux est susceptible d'engendrer des dommages importants aux bâtiments en cas d’alternance de périodes de sécheresse et de pluie. La totalité de la commune est en aléa moyen ou fort (67,4 % au niveau départemental et 48,5 % au niveau national). Sur les 468 bâtiments dénombrés sur la commune en 2019, 468 sont en aléa moyen ou fort, soit 100 %, à comparer aux 84 % au niveau départemental et 54 % au niveau national. Une cartographie de l'exposition du territoire national au retrait gonflement des sols argileux est disponible sur le site du BRGM,.
Concernant les mouvements de terrains, la commune a été reconnue en état de catastrophe naturelle au titre des dommages causés par des mouvements de terrain en 1999.

## Toponymie
L'origine étymologique serait l'expression latine Villa lata signifiant domaine d'une grande étendue et le village devrait son nom à une importante villa gallo-romaine, selon le site officiel de la commune.
En gascon, le nom de la commune se dit Viralada.

## Histoire

### Moyen Âge
Le site, occupé précocement, a été le siège d'une seigneurie médiévale ayant appartenu à l'origine à la famille de Got puis aux Soudan de la Trau.

### Temps modernes

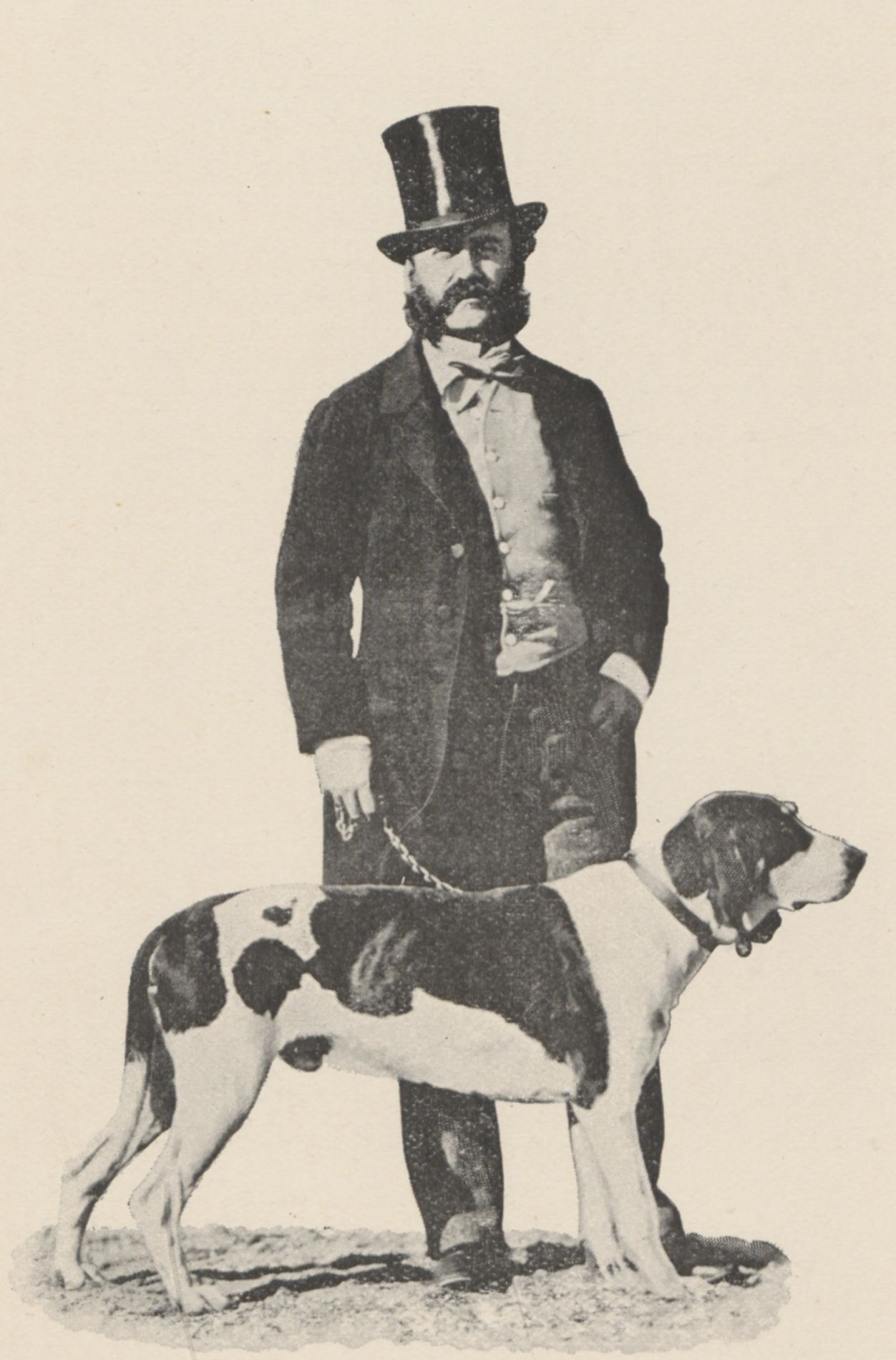
Joseph de Carayon-Latour et un chien type de Virelade en 1865.

Pour l'état de la commune au XVIIIe siècle, voir l'ouvrage de Jacques Baurein.

### Révolution française et Empire
À la Révolution française, la commune de Virelade est instituée à partir de la paroisse Notre-Dame de Virelade.

### Époque contemporaine
Au milieu du XIXe siècle, le comte Joseph de Carayon-Latour, sénateur-maire de Virelade, entreprend de régénérer la race déclinante des chiens de Saintonge. Il unit pour cela les derniers descendants de cette race avec les « Bleus de Gascogne » du baron de Ruble afin de créer le Gascon-Saintongeois ou chien de Virelade.

Virelade au début du XXe siècle
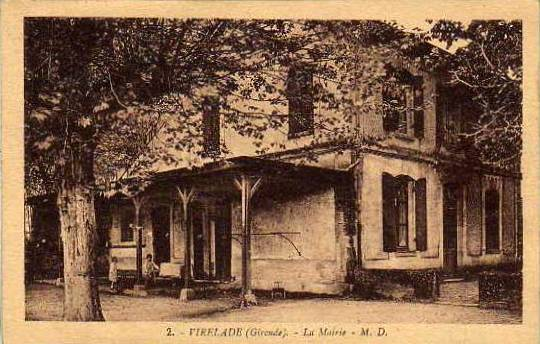
La mairie.
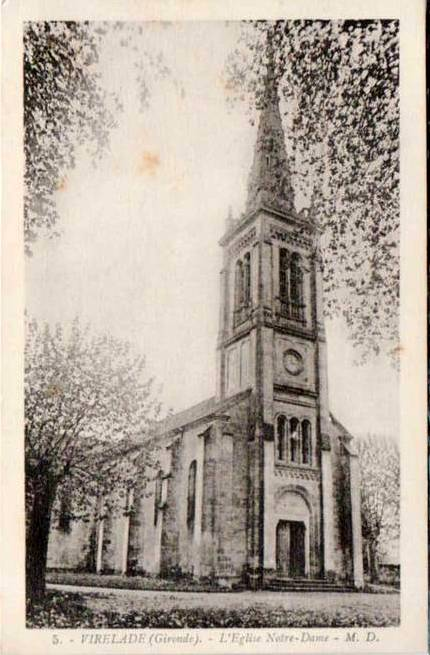
L'église.
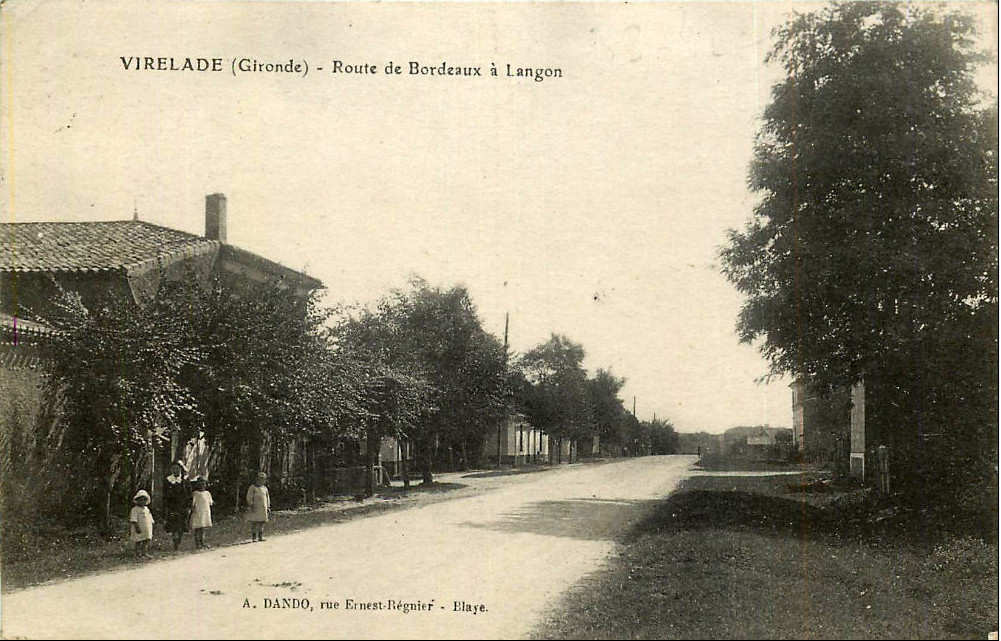
La route de Bordeaux à Langon dans les années 1900-1920...
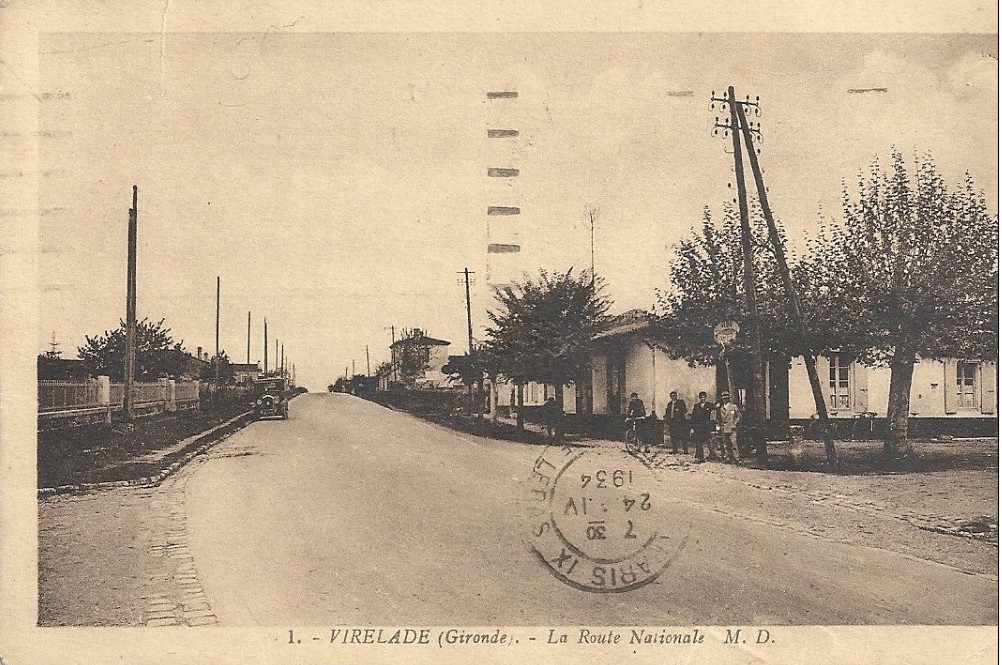
... et avant 1934.
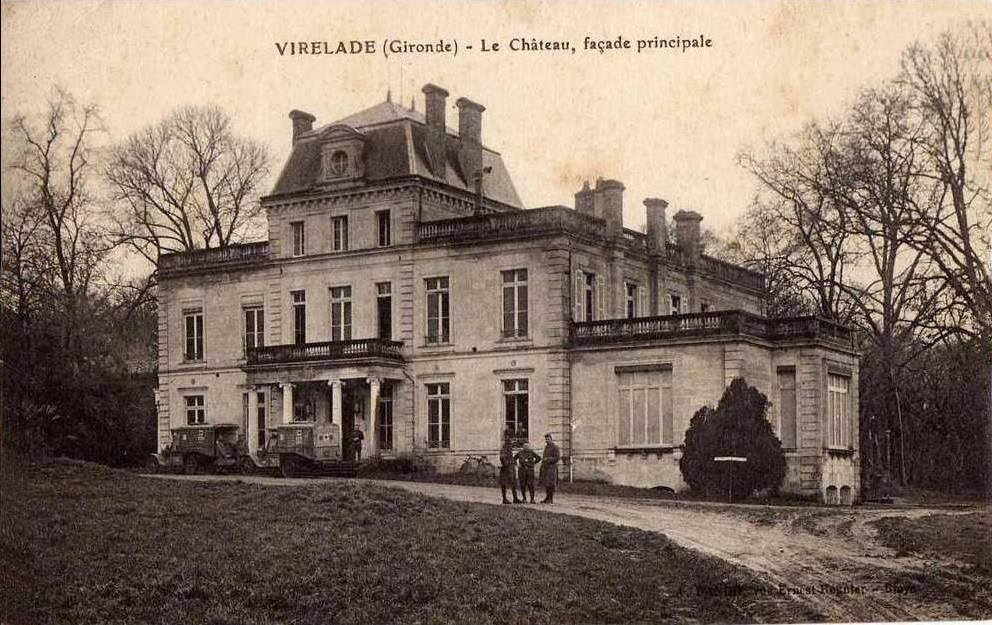
Le château de Virelade...
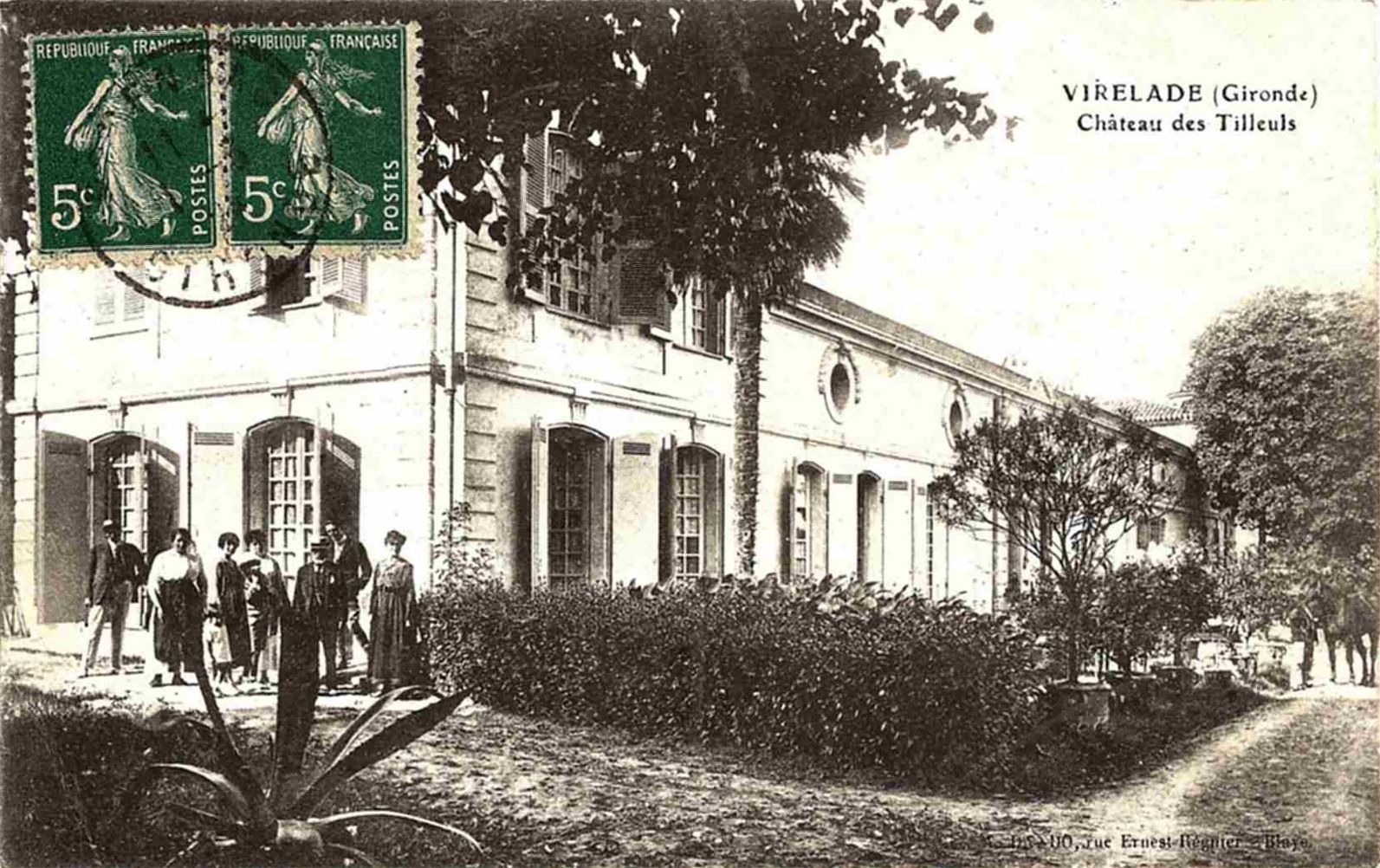
... et le château des Tilleuls.

## Politique et administration

### Rattachements administratifs et électoraux

#### Rattachements administratifs
La commune se trouvait dans l'arrondissement de Bordeaux du département de la Gironde.  En 2006, l'ancien canton de Podensac, et donc Virelade, est transféré dans l'arrondissemùent de Langon
Elle faisait partie depuis 1793 du canton de Podensac. Dans le cadre du redécoupage cantonal de 2014 en France, cette circonscription administrative territoriale a disparu, et le canton n'est plus qu'une circonscription électorale.

#### Rattachements électoraux
Pour les élections départementales, la commune fait partie depuis 2014 du canton des Landes des Graves
Pour l'élection des députés, elle fait partie de la neuvième circonscription de la Gironde.

### Intercommunalité
Virelade était membre de la communauté de communes de Podensac, un établissement public de coopération intercommunale (EPCI) à fiscalité propre créé fin 2003 et auquel la commune avait transféré un certain nombre de ses compétences, dans les conditions déterminées par le code général des collectivités territoriales.
Dans le cadre des dispositions de la loi portant nouvelle organisation territoriale de la République du 7 août 2015, qui prévoit que les établissements publics de coopération intercommunale (EPCI) à fiscalité propre doivent avoir un minimum de 15 000 habitants, cette intercommunalité a fusionné avecses voisines pour former, le 1er janvier 2017, la communauté de communes Convergence Garonne, dont est désormais membre la commune.

### Liste des maires
| Période                                  | Période                        | Identité                  | Étiquette   | Qualité |
| ---------------------------------------- | ------------------------------ | ------------------------- | ----------- | --- |
| Les données manquantes sont à compléter. |                                |                           |             | |
| 1791                                     | 1792                           | Jean Beguey               |             | |
| 1792                                     | 1794                           | Charles Latapy            |             | |
| 1794                                     | 1798                           | Jean Baptiste Modery      |             | |
| 1798                                     | 1800                           | M. Baquey                 |             | |
| 1800                                     | 1815                           | Pierre Expert             |             | |
| 1815                                     | 1815                           | Jean Tapie                |             | |
| 1815                                     | 1824                           | Pierre Expert             |             | |
| 1824                                     | 1826                           | Bernard Pierre Lasserre   |             | |
| 1826                                     | 1828                           | Philippe Rochoux          |             | |
| 1828                                     | 1830                           | M. de Calbimont           |             | |
| 1830                                     | 1843                           | Arnaud Pierre Desclaux    |             | |
| 1843                                     | 1846                           | Bertrand Lafon            |             | |
| 1846                                     | 1848                           | Jean Gaston               |             | |
| 1848                                     | 1853                           | Pierre Tapie              |             | |
| 1853                                     | 1855                           | Jean Labat                |             | |
| 1855                                     | 1870                           | Pierre Tapie              |             | |
| 1870                                     | 1871                           | Joseph Ruben de Couder    |             | |
| 1871                                     | 1886                           | Joseph de Carayon-Latour, | Monarchiste | Baron, lieutenant-colonel de la Garde nationale mobile, éleveur Député de la Gironde (1871 → 1876) Sénateur inamovible de la Gironde (1878 → 1886) Chevalier de la Légion d'honneur |
| 1886                                     | 1925                           | Jean Louis Lalanne        |             | |
| 1925                                     | 1946                           | Bertrand Maurice Blancan  |             | |
| 1946                                     | 1965                           | Paul Albert               |             | |
| 1965                                     | 1971                           | Jacques Chaigneau         |             | |
| 1971                                     | 1995                           | Paul Faubet               |             | |
| juin 1995                                | 2020                           | Dominique Faubet          | UMP         | Ancien électricien en électronique, fils de Paul Faubet |
| 2020                                     | mars 2023,                     | Pascal Rapet              | SE          | Mandat écourté par la démission d'une partie du conseil municipal |
| mars 2023,                               | En cours (au 30 novembre 2023) | Laëtitia Faubet           |             | Aide-soignante au CHU de Bordeaux, fille de Dominique Faubet |

## Population  et société
Les habitants sont appelés les Vireladais.

### Démographie
L'évolution du nombre d'habitants est connue à travers les recensements de la population effectués dans la commune depuis 1793. Pour les communes de moins de 10 000 habitants, une enquête de recensement portant sur toute la population est réalisée tous les cinq ans, les populations de référence des années intermédiaires étant quant à elles estimées par interpolation ou extrapolation. Pour la commune, le premier recensement exhaustif entrant dans le cadre du nouveau dispositif a été réalisé en 2004.

En 2022, la commune comptait 1 120 habitants, en évolution de +6,67 % par rapport à 2016 (Gironde : +6,91 %, France hors Mayotte : +2,11 %).
| 1793 | 1800 | 1806 | 1821 | 1831 | 1836 | 1841 | 1846 | 1851 |
| ---- | ---- | ---- | ---- | ---- | ---- | ---- | ---- | ---- |
| 589  | 563  | 579  | 622  | 671  | 638  | 593  | 613  | 607  |

| 1856 | 1861 | 1866 | 1872 | 1876 | 1881 | 1886 | 1891 | 1896 |
| ---- | ---- | ---- | ---- | ---- | ---- | ---- | ---- | ---- |
| 691  | 668  | 686  | 699  | 737  | 724  | 768  | 726  | 709  |

| 1901 | 1906 | 1911 | 1921 | 1926 | 1931 | 1936 | 1946 | 1954 |
| ---- | ---- | ---- | ---- | ---- | ---- | ---- | ---- | ---- |
| 630  | 599  | 544  | 518  | 539  | 516  | 520  | 424  | 530  |

| 1962 | 1968 | 1975 | 1982 | 1990 | 1999 | 2004 | 2006 | 2009 |
| ---- | ---- | ---- | ---- | ---- | ---- | ---- | ---- | ---- |
| 566  | 559  | 646  | 727  | 734  | 749  | 850  | 854  | 917  |

| 2014  | 2019  | 2022  | - | - | - | - | - | - |
| ----- | ----- | ----- | - | - | - | - | - | - |
| 1 030 | 1 092 | 1 120 | - | - | - | - | - | - |

## Économie
La commune est située au cœur du vignoble des Graves produisant les vins d'appellation d'origine contrôlée Graves rouges et blancs.

## Culture locale et patrimoine

### Lieux et monuments
- Le château de Virelade  Inscrit MH (2010)[41], siège de la seigneurie de Virelade, agrandi et transformé par le baron Joseph de Carayon-Latour en 1850.
- L'église Notre-Dame a été reconstruite en 1866, sous l'impulsion du cardinal Ferdinand-François-Auguste Donnet, archevêque de Bordeaux, en style néogothique et sur les plans de sur les plans de l'architecte Henri Duphot[42].
- Presbytère, de la deuxième moitié du XIXe siècle[43].
- Maisons anciennes.
- Château des Tilleuls, construit au XVIIIe siècle et restauré par l'architecte Jean-Jacques Valleton  et agrandie par l'adjonction d'une tour et d'un nouveau corps de bâtiment vers 1894/1909[44].
- Château Teycheney, du milieu du XIXe siècle[45].
- Lavoir municipal, du troisième quart du XIXe siècle[46].
- Chais et cabanes de vigneron.
- Monument à Joseph de Carayon-Latour[47]

- Ruines du Château Moron ou de Castermoron, des XIIe et XIVe siècles, à proximité de la Garonne[25],[48]

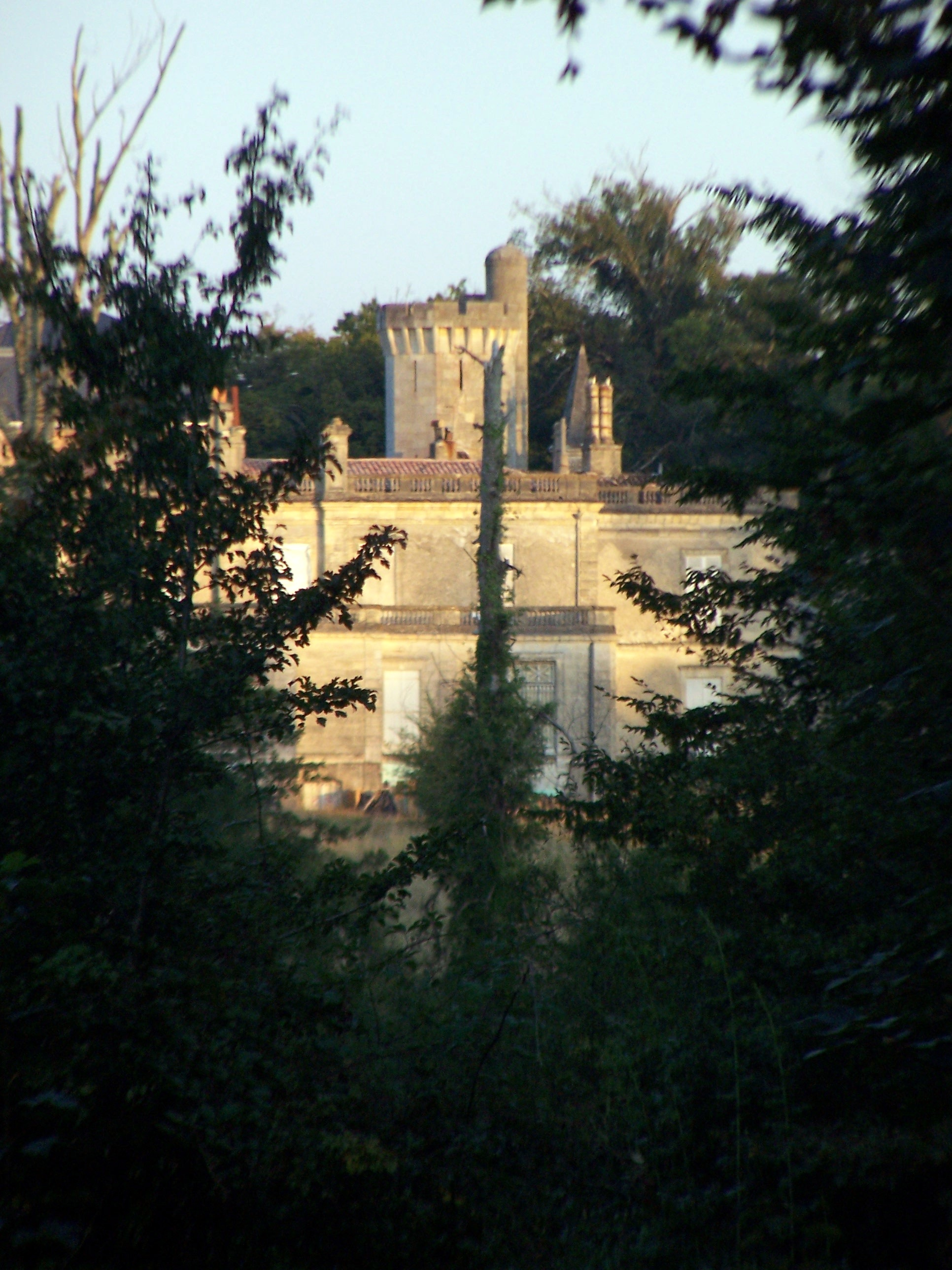
Aperçu du château de Virelade
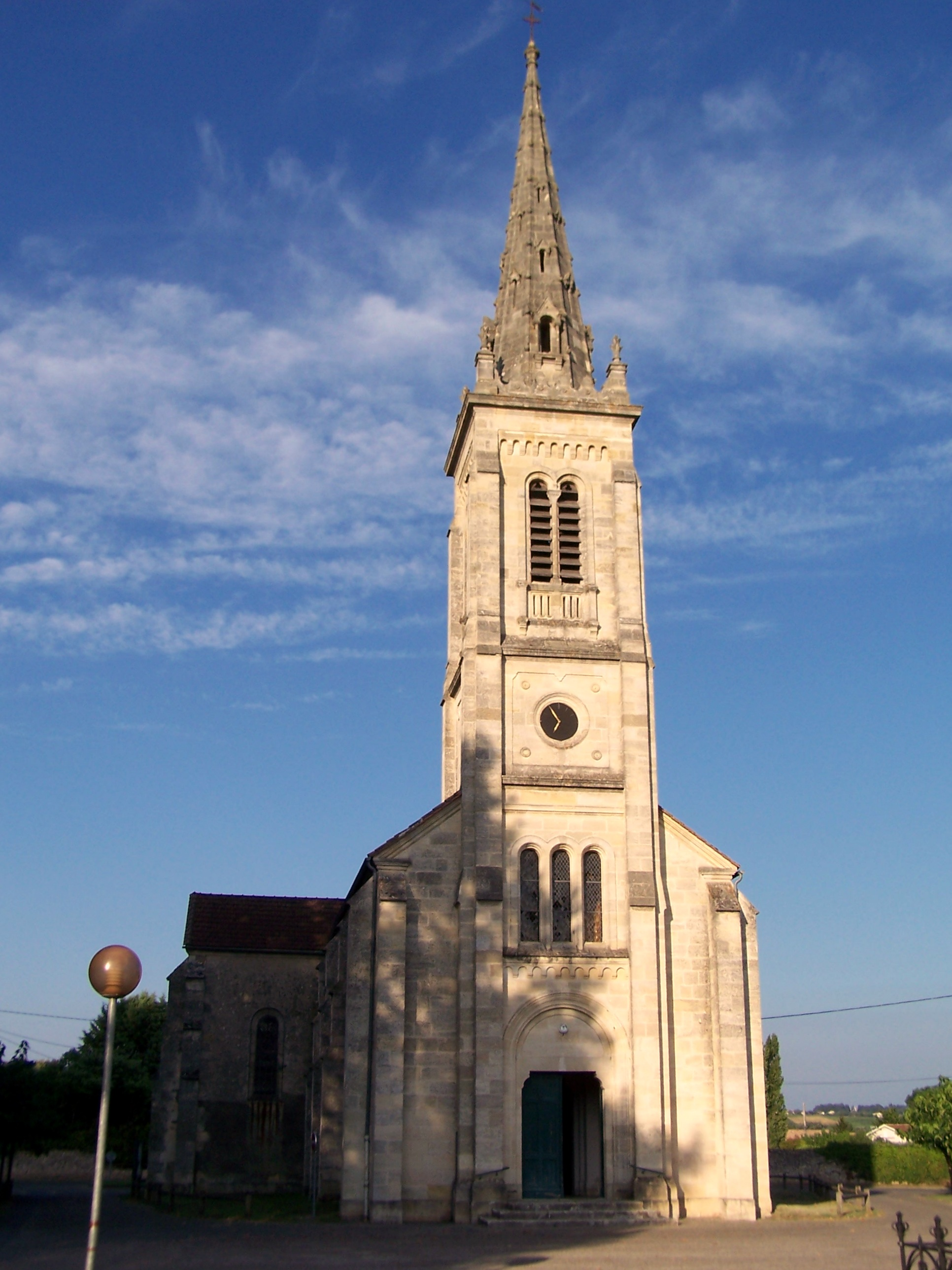
Façade sud-ouest de l'église Notre-Dame
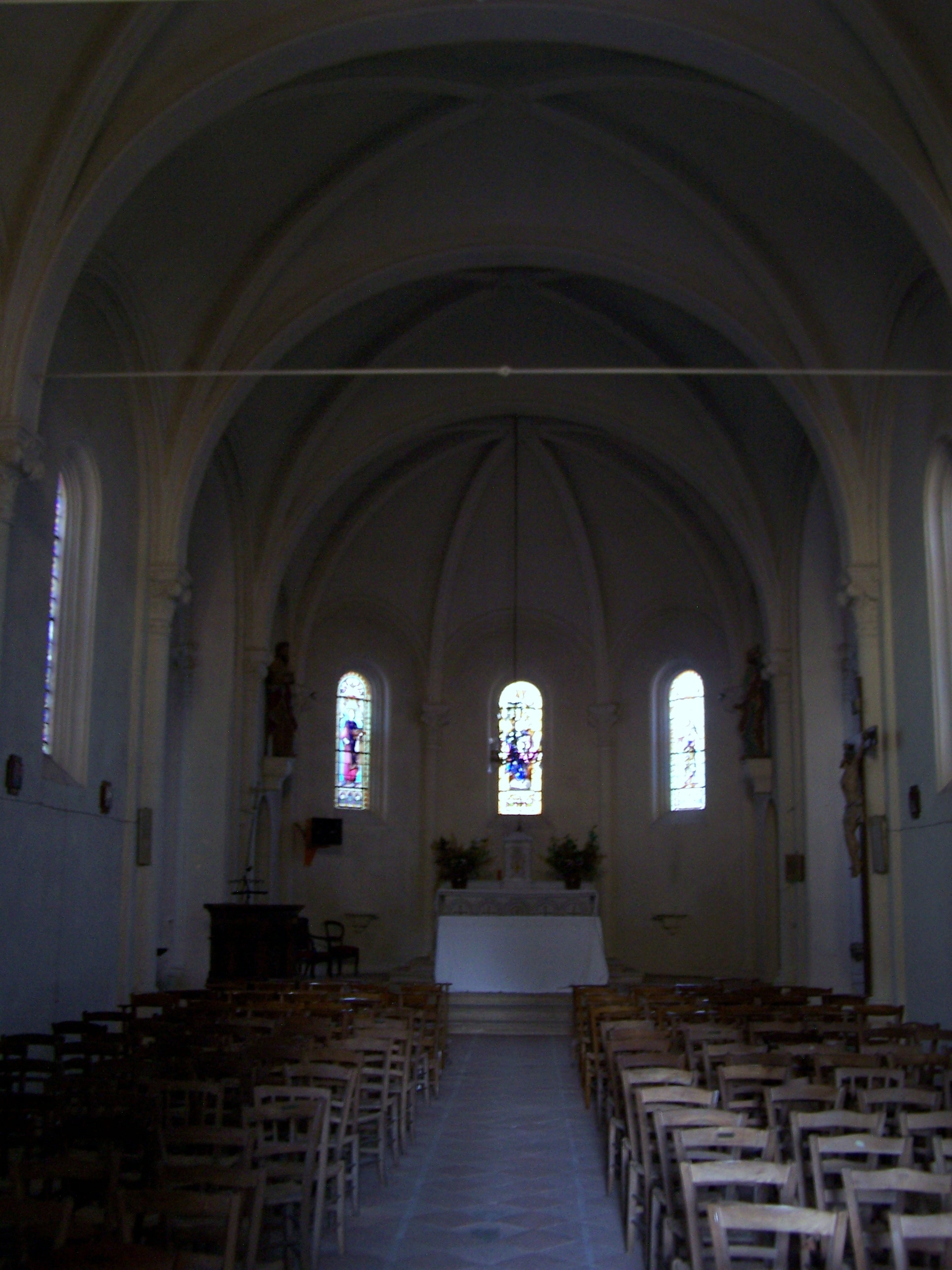
La nef de l'église
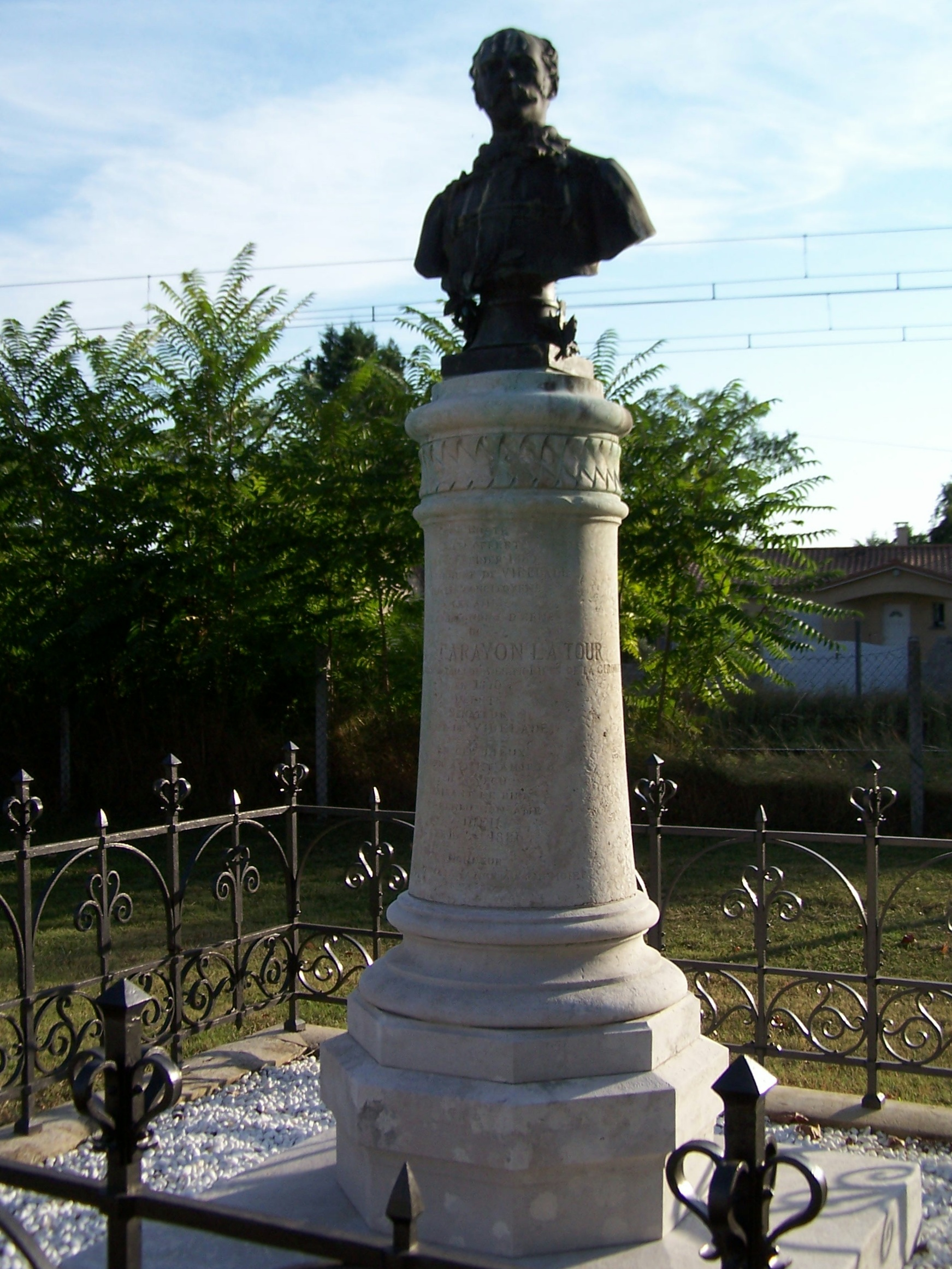
Le buste du baron de Carayon-Latour face à l'église
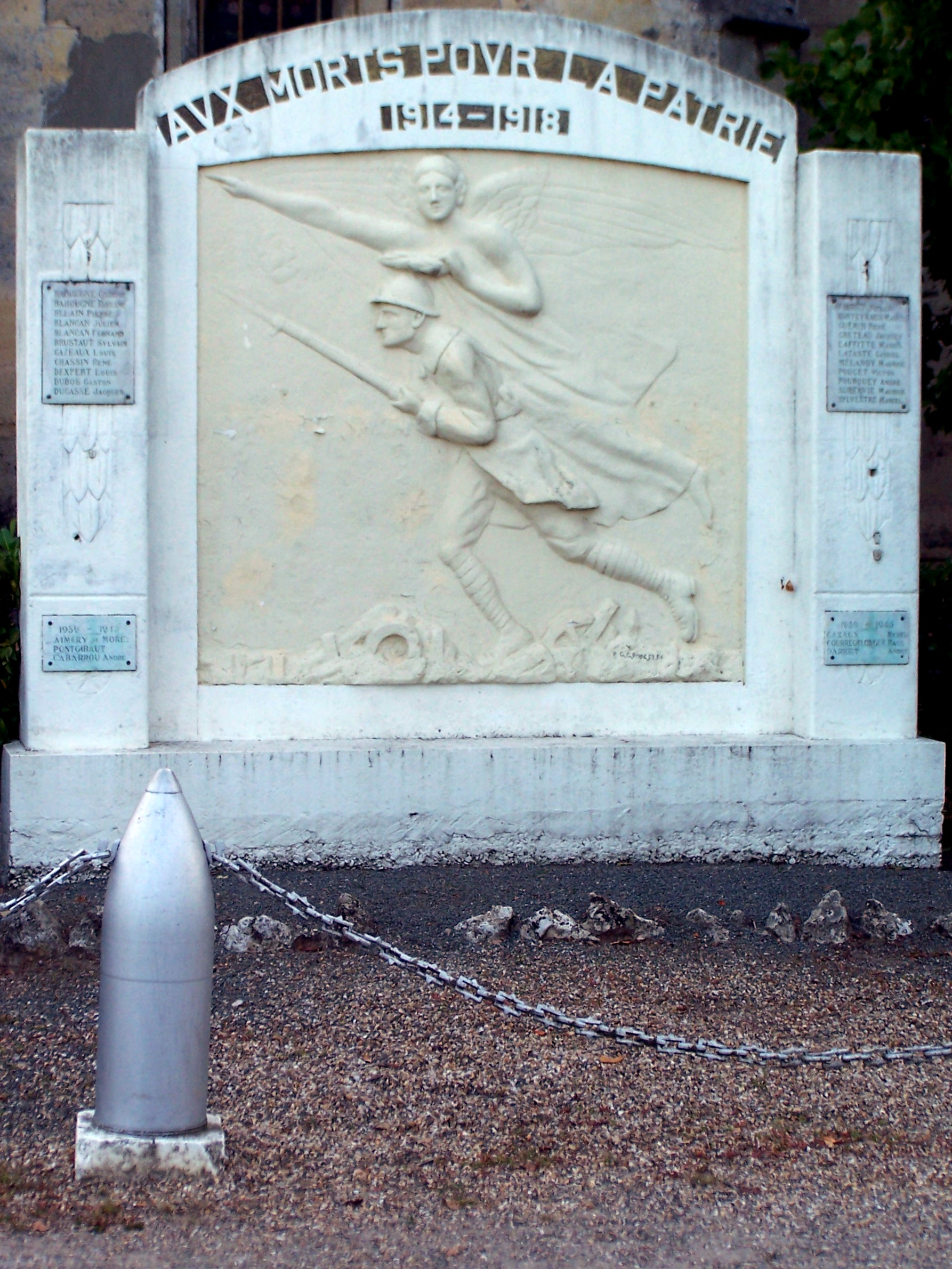
Le monument aux morts derrière l'église
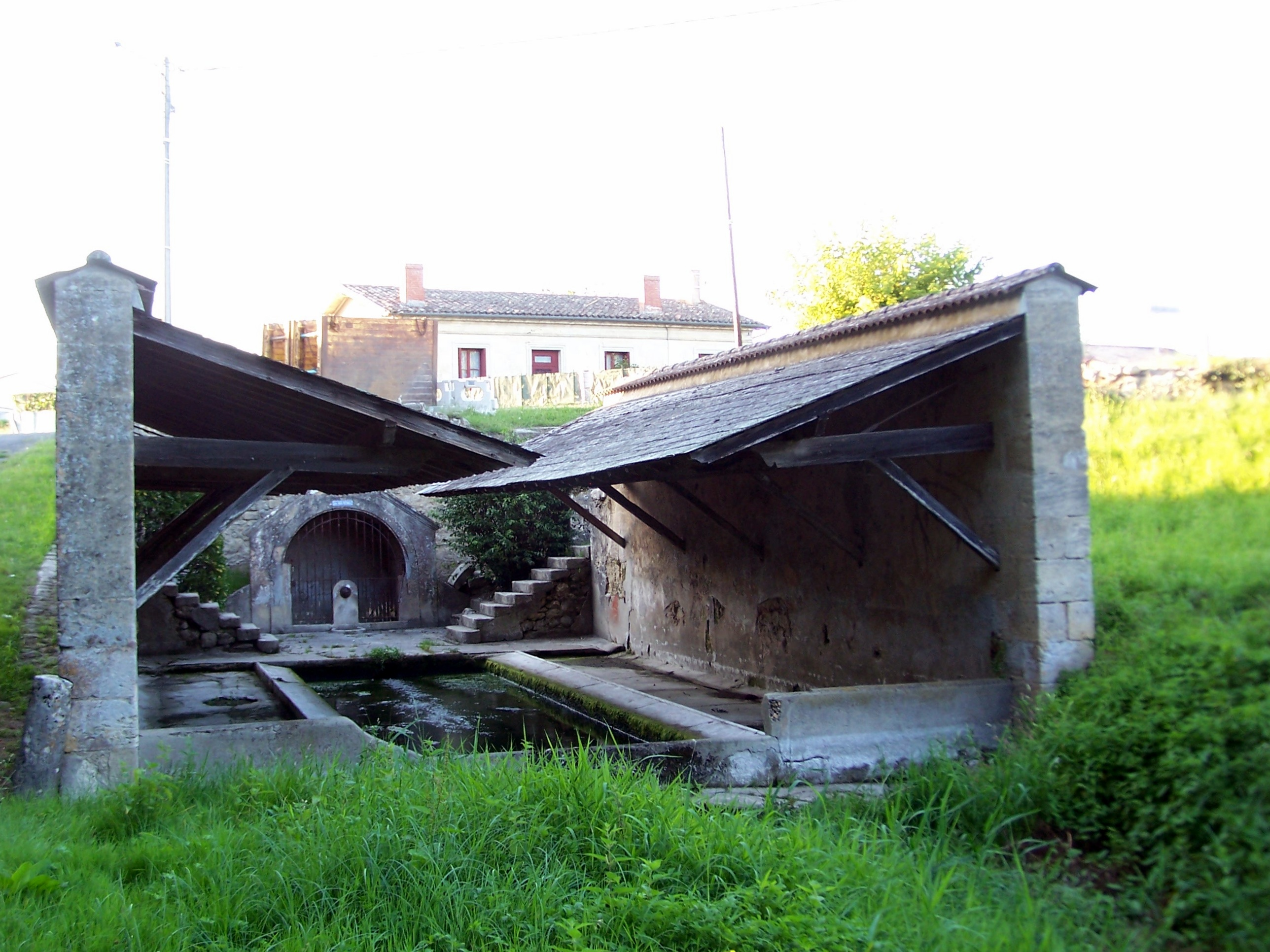
Le lavoir sur la Barboue.

### Héraldique
| Blason de Virelade | Blason  | D'or à la guivre de gueules couronnée d'azur     |
| Blason de Virelade | Détails | Le statut officiel du blason reste à déterminer. |

## Pour approfondir